# Andy Seidl
Andy Seidl, vlastním jménem Adolf Seidl (* 17. září 1951 Písek), je český hudebník, zpěvák, skladatel, pedagog, rockový kytarista. Působil ve skupinách Saze, Katapult, George and Beatovens, Country Beat Jiřího Brabce a Irish Dew, v současnosti Dobrohošť, Na vlastní uši band, Ohaři a Taxmeni

## Život
Narodil v Písku, v lidové škole umění studoval hru na housle. Se spolužákem Karlem Průchou a s bratry Jiřím a Janem založil skupinu The Seprs, po návratu z vojny už skupina hrála jen v sourozenecké sestavě jako Trilogie. Po přesídlení do Plzně hrával s řadou plzeňských skupin (Vozembouch, Trilogie II, Sejf atd.) a v klubu Dominik.
V březnu 1979 ho Jiří Burian angažoval do skupiny Saze, odkud přešel po roce a půl ke Katapultu na místo Oty Petřiny do programu Katapult 2006. Když skupina s programem skončila, sestavil vlastní Andy Seidl Band (Jan Seidl, Vladimír Boháček) a jezdil s ním jako předkapela Katapultu. Od roku 1983 do roku 1990 byl členem George and Beatovens, pak působil v Country Beatu Jiřího Brabce jako zpěvák a kytarista. Zároveň působil spolu s Renátou Doleželovou a Pavlem Půtou jako herec a skladatel scénické hudby a písní v divadelním studiu Parník (hry Lásku nebo život, Hra o králi Davidovi, Pohádka o ztracených tónech aj.). Dlouhodobě spolupracoval s Elektrobandem Pavla Zedníka jako zpěvák a kytarista, stejně jako v projektu PKS (členové Pavel Půta, Josef Klíma, Andy Seidl, Martin Stanovský, Václav Veselý).
Vystudoval pěvecké oddělení KJJ, kde studoval též obor skladba a aranžování populární hudby. V současnosti působí jako zpěvák ve skupině Dobrohošť, s Josefem Klímou a Pavlem Půtou ve skupině Na vlastní uši band a je kapelníkem country-rockových Ohařů. Pedagogicky působí na ZUŠ v Unhošti, vyučuje klasickou a elektrickou kytaru. Jeho bratr je bubeník Jan Seidl (Futurum, Stromboli), sestra Hana Seidlová je divadelní a filmová herečka (Divadlo pod Palmovkou).

## Skupiny

### Amatérská kariéra
- Písek: The Seprs, Trilogie, Rondo, Nonet-Regent, Crazy Milk
- Plzeň: Vozembouch, Trilogie, Sejf

### Profesionální kariéra

#### Praha
- 1979–1980 Saze
- 1980–1981 Katapult (pořad Katapult 2006)
- 1982–1983 Andy Seidl Band (pořad Katapult Story)
- 1983–1990 George and Beatovens (Petr Novák)
- 1990–1991 Country Beat Jiřího Brabce
- 2005–2017 Irish Dew

#### Současnost
- Dobrohošť (web Archivováno 15. 12. 2018 na Wayback Machine.)
- Na vlastní uši band (web)
- Ohaři (web)
- Taxmeni

## Diskografie
- George and Beatovens: Ahoj, Tvůj Petr, Panton 1983, kytary, steel/slide kytara, doprovodný zpěv
- George and Beatovens: Dej mi čas / Málo jsem tě znal, Panton 1983, kytary, steel/slide kytara, doprovodný zpěv, [singl]
- George and Beatovens: Ahoj, čtrnáctiletá / Taxikář, Panton 1983, kytary, steel/slide kytara, doprovodný zpěv, [singl]
- George and Beatovens: Zpověď, Panton 1985, kytary
- George and Beatovens: Chci tě mít / Svítíš, Panton 1985, kytary, doprovodný zpěv, [singl]
- George and Beatovens: 12 nej, Panton 1986, kytary, doprovodný zpěv, [kompilace / živé nahr.]
- George and Beatovens: Memento, Panton 1990, kytary, doprovodný zpěv
- Klíma band: Live 1, AS records 2010, kytary, zpěv
- Dobrohošť: Okolo Třetužele, Galén 2017, zpěv

### Katapult
- http://www.katapult.cz/fotogalerie/r-1981 Archivováno 29. 11. 2018 na Wayback Machine.
- http://www.czechmusic.net/band.php?id=432-Katapult
- http://www.musicmight.com/artist/czechrepublic/prague/katapult%5B%5D

### Andy Seidl
- http://www.czechmusic.net/artist.php?id=3658-Adolf-Seidl
- http://www.andyseidl.cz

### G+B
- http://snoud.sweb.cz/informace.htm Archivováno 30. 12. 2009 na Wayback Machine.

### PKS
- https://web.archive.org/web/20160825203159/http://hanzlicek.cz/pks.php

### ZUŠ
- https://www.unhost-zus.cz/index.php?type=Post&id=842&ids=839%5B%5D